# Gustav Reichardt
Heinrich Wilhelm Ludwig Gustav Reichardt (13. november 1797 — 18. oktober 1884) var en tysk musiker.
Reichardt var elev af Bernhard Klein og virkede som musiklærer og Liedertafel-dirigent i Berlin. Han har kun komponeret lidt, men blandt hans folkelige sange findes melodien til Arndts digt: Was ist des Deutschen Vaterland, der har gjort hans navn kendt.